# I (musikgrupp)
Gruppen I var en norsk så kallad supergrupp, vars musik hade påverkan från heavy metal och black metal. Bandet bestod av medlemmar från flera andra black metal-band; Immortal (Abbath Doom Occulta och Armagedda), Gorgoroth (TC King) och Enslaved (Arve Isdal, även känd som Ice Dale). Enligt bandets hemsida var en av deras största inspiratörer det svenska black/viking metal-bandet Bathory. 
Bandets debutalbum, Between Two Worlds, gavs ut 3 november 2006 i Storbritannien, och 14 november samma år i USA genom Nuclear Blast Records. Musiken är skriven av Abbath och texterna av Demonaz från Immortal. En begränsad utgåva av albumet innehåller även tre bonuslåtar och dessutom gav Nuclear Blast ut en LP-version begränsad till 1 000 exemplar.
Gruppens första, och hittills enda, liveframträdande skedde under Hole in the Sky-festivalen i Bergen den 26 augusti 2006. För närvarande är inga nya konserter planerade. Abbath har deklarerat att han har påbörjat arbetet med låtar till nästa album.

## Medlemmar
Senaste kända medlemmar
- Abbath Doom Occulta (Olve Eikemo) – sång, rytmgitarr (2005–?)
- Ice Dale (Arve Isdal) – sologitarr (2005–?)
- TC King (Tom Cato Visnes aka King ov Hell) – basgitarr (2005–?)
- Armagedda (Gerhard Herfindal) – trummor (2005–?)
- Demonaz Doom Occulta (Harald Nævdal) – texter (2005–?)

## Diskografi
Studioalbum
- Between Two Worlds (2006)

Annat
- Hammerfall / I / Belphegor Sampler (delad album med Hammerfall och Belphegor) (2006)